# Surfside 6

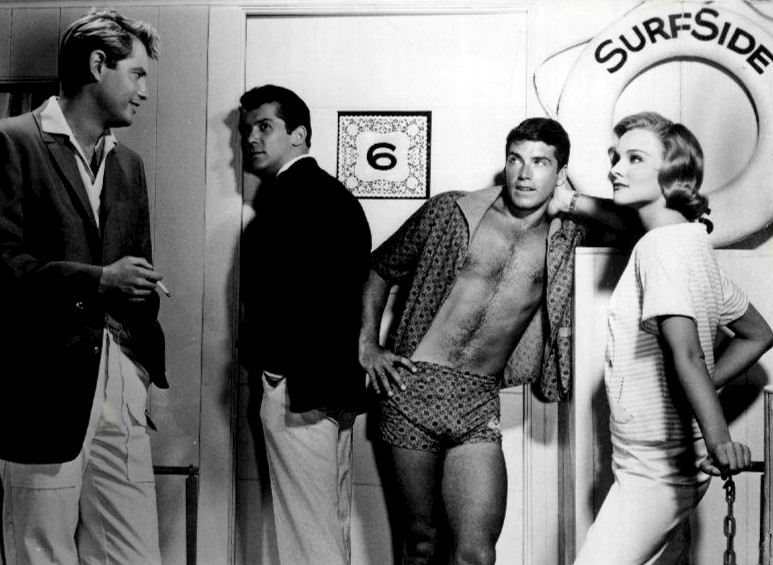
Foto del cast de actores de la serie.

Surfside 6 (a menudo también mencionada como Surfside Six) es una serie de televisión de ABC (1960-1962) que trataba acerca de una agencia de detectives ubicada en un bote-residencia de Miami Beach, con las actuaciones de Troy Donahue como Sandy Winfield II, Van Williams como Kenny Madison (un personaje reciclado de Bourbon Street Beat, una serie similar que aparecía en el mismo horario en la temporada anterior al estreno de Surfside 6), y Lee Patterson como Dave Thorne. Diane McBain tenía el personaje de la socialité Daphne Dutton, cuyo yate estaba estacionado al lado del bote-residencia. Margarita Sierra también tenía un rol de reparto como Cha Cha O'Brien, una bailarina que trabajaba en el Boom Boom Room, una casa de entretenimiento de Miami Beach en el Fontainebleau Hotel, justo al frente de Surfside 6. Surfside 6 era una dirección real en Miami Beach, donde se encontraba un bote-residencia que no tenía relación con la serie.

## Descripción y cabecera
Surfside 6 era una de las cuatro series televisivas de detectives producidas por Warner Brothers en aquel tiempo, siendo las otras 77 Sunset Strip (ambientada en Los Ángeles), Intriga en Hawái (ambientada en Hawái), y Bourbon Street Beat (ambientada en Nueva Orleans). Los personajes, ambientes, guiones, y otras cosas más, se entrecruzaban entre una serie y otra, considerando que estas cuatro series se grababan en los mismos estudios en Los Ángeles.
Surfside 6 posee una música de cabecera compuesta por Jerry Livingston y Mack David. La cabecera a menudo ha sido parodiada en la cultura popular norteamericana. El texto de la canción variaba cada semana, manteniéndose intactas las frases "Surfside 6" y "In Miami Beach!". Cuando se introdujo a Margarita Sierra en uno de los roles principales, la melodía era acompañada de cantantes que cantaban la frase "Cha Cha Cha" cuando el anunciador presentaba a Sierra, la cual hacía un guiño a la cámara durante la breve secuencia.
En su primera temporada, Surfside 6 compitió contra las comedias de situaciones de la CBS, Bringing Up Buddy y The Danny Thomas Show; y Tales of Wells Fargo de NBC, un drama ambientado en el Lejano Oeste Norteamericano, con la participación de Dale Robertson. En su segundo año, Surfside 6 compitió contra Danny Thomas y The Andy Griffith Show en CBS; y la serie de NBC 87 Precinct, de corta duración pero aclamada en Estados Unidos, protagonizada por Robert Lansing, una serie acerca de un distrito policial ficticio de Nueva York.

## En otros países
Surfside 6 fue emitida en Chile por Canal 13 entre 1965 y 1966. Se emitía en horario estelar y era auspiciado por LAN Chile.